# Hebridi
Hebridi (angleško The Hebrides, gelsko Innse Gall) so arhipelag, dolg okoli 200 kilometrov, ob zahodni obali Škotske v Hebridskem morju. Včasih jih imenujejo tudi Zahodni otoki (West islands). Zunanje obale so obrnjene v Atlantski ocean. Hebridi se delijo na dve otoški skupini:
- Notranji Hebridi: Islay, Jura, Skye, Mull, Raasay, Tiree in Mali otoki
- Zunanji Hebridi: Barra, Berneray, Lewis in Harris, Severni Uist, Južni Uist in Sveta Kilda

Arhipelag ima okoli 500 otokov s skupno površino 7285 km². Naseljenih je samo 70 do 80 otokov. Število prebivalcev je okoli 44.600 (podatek za 2001). V geološkem smislu so kamnine Hebridov najstarejše od Britanskega otočja. Najvišji vrh je na otoku Skye, visok je 993 metrov. Večina govorcev škotskega gelskega jezika živi na Hebridih ali so s teh otokov. Neobičajno je, da gelsko ime teh otokov (Innse Gall) pomeni 'otoki Negelov' ali 'otoki tujcev'. To ime izhaja iz časov vikinške vladavine.

## Podnebje
Na arhipelagu je blago podnebje zaradi vpliva Zalivskega toka. Januarske temperature so okoli 4–5 °C, poleti pa med 12 in 16 °C. Pogosto dežuje, letna količina padavin je med 1000 in 1200 milimetrov. Hebridi so stalno izpostavljeni močnim vetrovom. Povprečna hitrost vetrov je več kot 20 km/h, pogosto pa dosežejo hitrost 50–85 km/h.

## Zgodovina
Hebridi so bili v mezolitiku naseljeni okoli leta 6500 pred našim štetjem ali prej, potem ko so se podnebne razmere izboljšale. Naselitev na lokaciji Rùm je datirana v 8590 ± 95 neusklajenih radiokarbonskih let in je med najstarejšimi dokazi o naselitvi na Škotskem. Veliko je struktur iz neolitskega obdobja, najboljši primer pa so stoječi kamni na Callaniju iz 3. tisočletja pred našim štetjem. Cladh Hallan, naselje bronaste dobe na Južnem Uistu, je edini kraj v Združenem kraljestvu, v katerem so našli prazgodovinske mumije. 
Grški zgodovinar Diodor Sicilski je leta 55 pr. n. št. zapisal, da obstaja otok, imenovan Hiperboreja (kar pomeni "zunaj severnega vetra"), kjer je stal okrogel tempelj, na katerem se vsakih 19 let pojavi Luna najbližje Zemlji. To je morda kamniti krog v Callanishu.
V glavnem je zgodovina Hebridov podobna zgodovini Škotske. 
Prva pisna omemba domačega življenja je iz 6. stoletja, ko je nastalo kraljestvo Dál Riata. Takrat so otoki pripadali Irski. Od leta 572 do 1266 so bili v posesti Norvežanov. V 10. in 11. stoletju je nastala mešana gelsko-nordijska kultura. Od 13. stoletja so bili osrednji del posestev klana Donald. Bili so škotska podkraljevina, ki je na vrhuncu moči obsegala severno Irsko in zahodno obalo Škotske. Majhen otok Jona je bil središče tega območja in tradicionalno duhovno središče Škotske. Krščanstvo se je od leta 563 z Irske širilo na Škotsko prek tega otoka.

## Narava
V nekaterih pogledih Hebridi nimajo take biotske pestrosti, v primerjavi s celinsko Britanijo je tu le polovica vrst sesalcev,  ti otoki zagotavljajo razmere za mnoge pomembne morske vrste, vključno z največjo svetovno kolonijo strmoglavcev. Druge ptice so še kosec, slapnik (Gavia stellata), skalni golob (Columba livia), črnonogi galeb (Rissa tridactyla), njorka Black guillemot, mormon, zvonec, planinski orel in belorepec. Zadnji je bil ponovno uveden leta 1975 in se je uspešno razširil na različne sosednje otoke, tudi na Mull. Na otokih Islay in Colonsay je manjša populacija planinskih vran (Pyrrhocorax pyrrhocorax).
Navadni jelen je pogost v hribih, sivi tjulenj (Halichoerus grypus) in navadni tjulenj (Phoca vitulina) pa sta ob obali Škotske. Kolonije tjulnjev so na Oronsayu in  otokih Treshnish. V bogatih potokih sladke vode živijo potočna postrv, atlantski losos in vodna rovka. V morju so tudi brazdasti kit, orka, morski pes orjak, pliskavke in delfini.
Barja in resave imajo jesensko vreso (Erica cinerea, Erica tetralix), voščeno miriko (Myrica gale) in bilnico, značilna je pestrost arktičnih in alpskih rastlin, tudi pitomec (Sagina in Minuartia).
Loch Druidibeg na Južnem Uistu je narodni naravni rezervat v lasti in upravljanju Škotske naravne dediščine. Rezervat zajema 1677 hektarjev lokalnih habitatov. Je več kot 200 vrst cvetočih rastlin, od katerih so nekatere redke. Južni Uist velja za najboljše mesto v Združenem kraljestvu za Najas flexilis, ki je evropska zavarovana vrsta. 
Rjavoprse ježe so naselili na Zunanje Hebride v sedemdesetih letih, da bi uničili škodljivce, zdaj pa je njihovo širjenje nevarno za jajca ptic, ki gnezdijo na tleh. Leta 2003 je Škotska naravna dediščina na tem območju začela loviti ježa, čeprav so to početje leta 2007 zaradi protesta ustavili; ujete živali so bile umaknjene na kopno. 